# Взаимодействующая двойная звезда

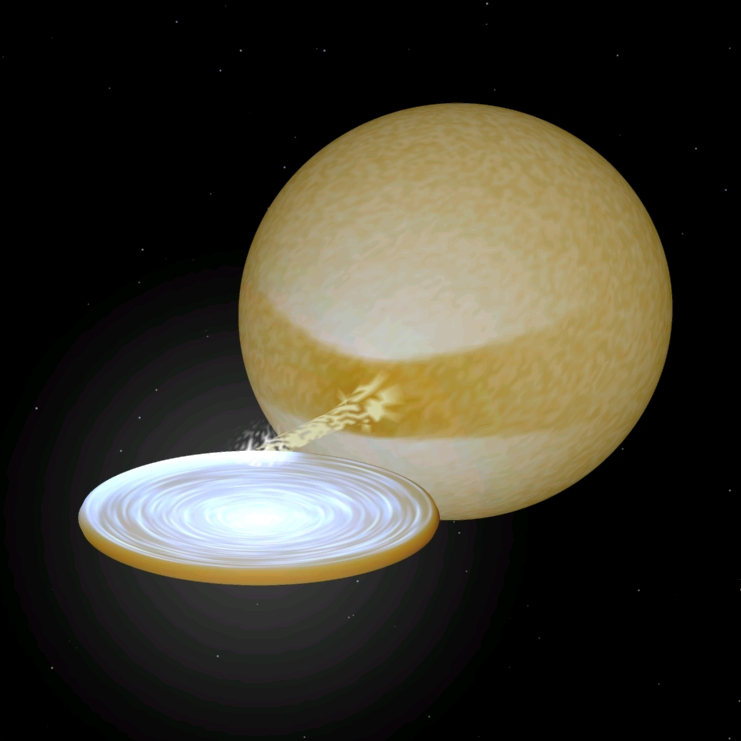
Маломассивная рентгеновская двойная звезда в представлении художника: проэволюционировавшая маломассивная жёлтая звезда-субгигант передаёт массу нейтронной звезде. Поскольку аккретор является компактным объектом, образуется аккреционный диск, являющийся источником рентгеновского излучения..

Взаимодействующая двойная звезда (англ. Interacting binary star) — двойная звезда, в которой один или оба компонента заполнили или вышли за пределы своей полости Роша. Когда это происходит, вещество с одного компонента звезды (звезда-донор) перетекает на вторую звезду (аккретор). Если аккретор является компактным объектом, то может образовываться аккреционный диск. Физические условия в такой системе могут быть сложными и в высокой степени переменными; такие системы часто являются источниками катаклизмических выбросов.
Обычным типом взаимодействующей двойной звезды является такой, в котором один из компонентов представляет собой компактный объект, находящийся глубоко внутри своей полости Роша, а второй объект является звездой-гигантом на поздней стадии эволюции. Если компактный объект является белым карликом, то аккреция вещества со второго компонента на поверхность белого карлика может привести к превышению его массой предела Чандрасекара, вследствие чего возможно протекание термоядерных реакций в усиливающемся темпе, при этом происходит взрыв сверхновой I типа. 
Примером такой двойной звезды является R Большого Пса, в которой, как предполагается, вторая звезда вышла за пределы полости Роша и передаёт вещество главному компоненту. Это приводит к более раннему переходу второй звезды на ветвь субгигантов и к появлению богатого гелием вещества на поверхности главного объекта, что способствует более высокой эффективной температуре его поверхности, чем характерная для звезды данной массы.